# Paul Loicq
Temple de la renommée : 1961
Temple de la renommée de l'IIHF : 1997
Paul Loicq (né le 11 août 1888 à Bruxelles en Belgique et mort le 26 mars 1953 à Rhode-Saint-Genèse également en Belgique) est un joueur, puis un arbitre et enfin un administrateur de hockey sur glace. Il est membre du Temple de la renommée du hockey depuis 1961 en tant que bâtisseur du hockey.

## Biographie
Né en Belgique le 11 août 1888, il commence à patiner à l'âge de 16 ans. Il étudie le droit puis sert dans l'armée belge au cours de la Première Guerre mondiale. 
En 1905, il rejoint la Fédération des Patineurs de Belgique, premier club du pays, créé par Victor Boin deux ans plus tôt. Il représente la Belgique lors des compétitions internationales et joue ainsi avec son pays pour les Jeux olympiques d'Anvers en tant qu'attaquant alors qu'il est le président de la Fédération belge de hockey sur glace.
Le tournoi de hockey est organisé en tant que démonstration de sports d'hiver ; la Ligue Internationale de hockey sur glace admet deux nations nord-américaines – le Canada et les États-Unis. Comme il y a sept équipes, il est décidé de distribuer les médailles selon le « système Bergvall » : l'une des sept équipes est tirée au sort et exemptée du premier tour – la France. La première phase se joue avec six matchs au premier tour puis les trois vainqueurs et l'équipe exempte du premier tour se rencontrent. Une finale est organisée à l'issue de laquelle la médaille d'or est donnée à la meilleure équipe. Par la suite, les trois équipes éliminées par l'équipe championne participent à une deuxième phase avec une équipe exemptée de premier tour. L'équipe qui sort victorieuse de ce tour reçoit la médaille d'argent. Enfin, les trois équipes éliminées par les deux équipes médaillées se rencontrent dans une troisième phase afin d'attribuer la médaille de bronze. Les Belges ne restent pas longtemps dans la compétition puisqu'ils sont battus dès le premier tour par la Suède sur le score de 8-0. Il arbitre par la suite le match pour la médaille d'argent entre les États-Unis et la Tchécoslovaquie, rencontre remportée par les Américains 16-0. Il est également censé arbitrer la rencontre entre la Suède et la Suisse mais, à la suite de protestations de l'équipe de Suède, il est remplacé par Frank Fredrickson.
Paul Loicq joue également le championnat d'Europe de 1923 puis les Jeux olympiques d'hiver de 1924. Il se retire du jeu en 1925 et se consacre à la promotion du hockey sur glace international. En trois ans, il occupe différents postes de président de club belge et en 1927 il est élu président de la Fédération internationale de hockey sur glace - également désignée par le sigle IIHF pour son nom anglais : International Ice Hockey Federation. Il reste à la tête de l'IIHF pendant vingt ans et occupe dans le même temps le rôle d'arbitre pour plus de soixante matchs de championnats du monde ou de Jeux olympiques.
Au cours de la Seconde Guerre mondiale, il entre dans la résistance belge et à la sortie de la guerre participe au procès de Nuremberg. Il est mort le 26 mars 1953 à Rhode-Saint-Genèse en Belgique et est admis à titre posthume au temple de la renommée internationale en 1961.
En 1997, l'IIHF crée son propre temple de la renommée et il fait partie de la première promotion. Un an plus tard, l'IIHF décide de remettre un prix spécial à une personnalité par an pour son implication dans le monde du hockey : le trophée Paul Loicq.